# フィラレート (モスクワ府主教)
フィラレート（ロシア語: Филарет、1782年12月26日 - 1867年12月1日 旧暦を新暦に換算した日付）は、ロシア正教会の神学者であり府主教、詩人。1821年から1867年までの長きに亘ってモスクワ府主教位にあった。正教会において聖人であり、記憶日は11月19日（ユリウス暦を使用する正教会では12月2日に相当）である。

## 生涯
父親が輔祭（のち司祭）である家庭に生まれた。俗名はヴァシーリイ・ミハイロヴィチ・ドゥロズドフ（ロシア語: Васи́лий Миха́йлович Дроздо́в）。
モスクワ至聖三者神学校を1803年に卒業すると、ギリシャ語・ヘブライ語の教授に就任。その後レトリック、弁論術の教授も勤めた。至聖三者聖セルギイ大修道院では詩作についても講じた。1808年に修道士となり、フィラレートの修道名を受ける。
1808年に修道輔祭、1809年には修道司祭に叙聖される。1811年、掌院に昇叙。1812年にはサンクトペテルブルク神学大学の教授となる。1817年に主教に叙聖、1821年にはモスクワ大主教となり、1826年にはモスクワ府主教となる。以降永眠までその任にあった。在任中、アラスカのインノケンティがアレウト語翻訳書を出版するのを支援している。
創世記の註解や、カテキズム、教会史、教会法に関わるものなど200を超える著作がある。またロシア語訳『シノド聖書』の翻訳に関わり、彼の在位中に出版された。それまではロシア正教会には教会スラヴ語訳聖書があるのみだった（ただし現代でもロシア正教会における奉神礼には教会スラヴ語訳聖書を使用）。
優れた説教家とも評される。彼によるカテキズム（正教要理のこと）は『正教訓蒙』として1886年10月に三井西面により日本語訳されている。その後このカテキズムは、1906年に加島 斌(あきら)によって再度翻訳され『通俗正教教話』（上中巻、下巻）として出版された。
詩作にも才能を発揮し、アレクサンドル・プーシキンとの対話形式の作品が知られている。